# Sous-groupe de Hall

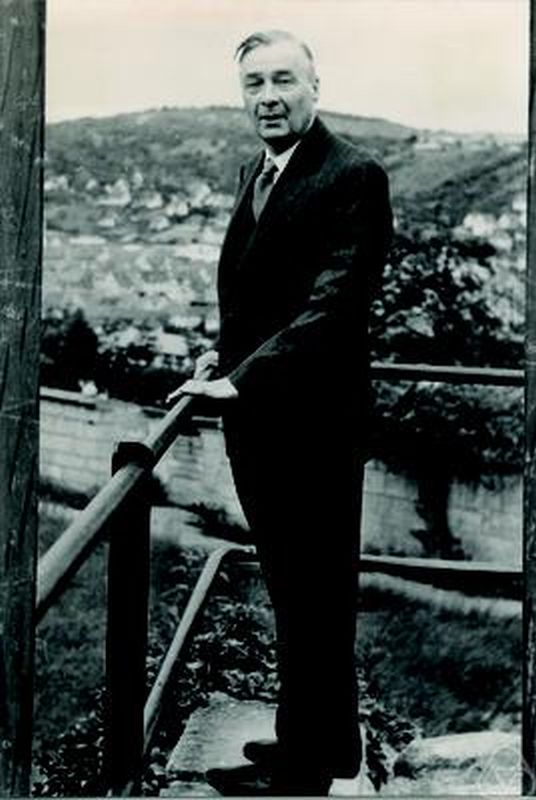
portrait de Philip Hall

En théorie des groupes (une branche des mathématiques), les sous-groupes de Hall d'un groupe fini sont les sous-groupes dont l'ordre et l'indice sont premiers entre eux. Ils portent le nom du mathématicien Philip Hall.

## Définition
Soit {\displaystyle G} un groupe fini. Un sous-groupe de {\displaystyle G} est appelé un sous-groupe de Hall de {\displaystyle G} si son ordre est premier avec son indice dans {\displaystyle G}. Autrement dit, un sous-groupe {\displaystyle H} de {\displaystyle G} est dit sous-groupe de Hall si {\displaystyle |H|} est premier avec {\displaystyle {\frac {|G|}{|H|}}}. Cela revient encore à dire que pour tout diviseur premier p de {\displaystyle |H|}, la puissance à laquelle p figure dans {\displaystyle |H|} est la même que celle à laquelle il figure dans {\displaystyle |G|}.

## Propriétés
- Si {\displaystyle H} est un sous-groupe de Hall normal de {\displaystyle G} alors il est seul de son ordre parmi les sous-groupes de {\displaystyle G} et est donc caractéristique dans {\displaystyle G}[1].

- Le fait ci-dessus a par exemple pour conséquence importante que le complément normal dont le théorème du complément normal de Burnside assure l'existence est non seulement normal mais caractéristique.
- P. Hall a prouvé[2] que pour tout groupe fini {\displaystyle G} :
  - si {\displaystyle G} est résoluble alors, pour tous {\displaystyle m} et {\displaystyle n} premiers entre eux tels que {\displaystyle |G|=mn}[3],[4],[5] :
    1. il existe au moins un sous-groupe d'ordre {\displaystyle m},
    2. les sous-groupes d'ordre {\displaystyle m} sont conjugués deux à deux,
    3. tout sous-groupe dont l'ordre divise {\displaystyle m} est inclus dans l'un d'entre eux ;

  - une réciproque forte du point 1[6],[7] : pour que {\displaystyle G} soit résoluble, il suffit qu'il possède un sous-groupe d'indice {\displaystyle p_{i}^{\alpha _{i}}} pour chaque valeur de {\displaystyle i}, où {\displaystyle p_{1}^{\alpha _{1}}\dots p_{r}^{\alpha _{r}}} désigne la décomposition en facteurs premiers de {\displaystyle |G|}.

## Exemple
Parmi les diviseurs d de |G| tels que d soit premier avec |G|/d figurent en particulier les d = pn, où p est un nombre premier et n l'entier maximum tel que pn divise |G|. Les sous-groupes de Hall correspondants sont exactement les p-sous-groupes de Sylow de G. Hall étend donc à tous les diviseurs d de |G| tels que d soit premier avec |G|/d le théorème classique sur l'existence des p-sous-groupes de Sylow d'un groupe fini, mais seulement sous l'hypothèse supplémentaire que G est résoluble.